# Geografía de Cabo Verde

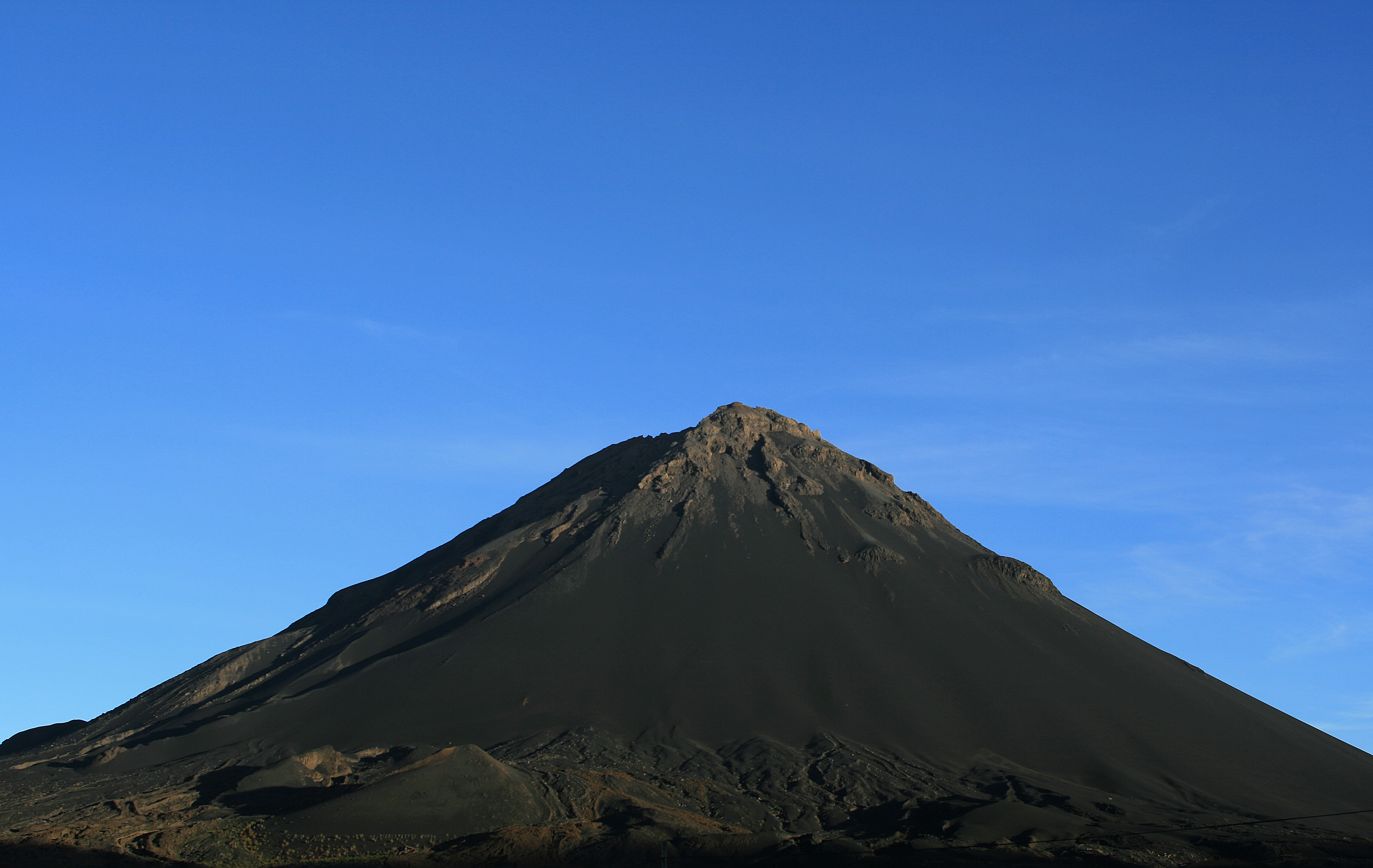
Volcán de Fogo, el punto más alto de las islas de Cabo Verde, con 2.829 m.

Cabo Verde es un archipiélago situado en el océano Atlántico, a 570 km de la costa africana, frente a las costas de Senegal. 
El archipiélago está formado por una docena de islas y una decena de islotes, y se encuentra dividido en dos grupos, cuyo nombre está relacionado con la dirección del viento predominante. Las islas de Barlovento incluyen las islas de Santo Antão, São Vicente, Santa Luzia (deshabitada), São Nicolau, Sal y Boavista. Las islas de Sotavento incluyen las islas de Maio, Santiago, Fogo y Brava.
El paisaje incluye llanuras secas, volcanes activos y vertiginosos acantilados sobre el océano. São Vicente y las tres islas llanas, Sal, Boa Vista y Maio, carecen de agua dulce. En Santiago, Fogo, Santo Antão y São Nicolau las montañas superan los 1.280 m de altitud, y en Fogo el volcán, que casi alcanza los tres mil metros, es el principal atractivo del turismo.
La deforestación, la introducción de especies invasoras, las cabras destinadas al avituallamiento de los barcos en escala, los asnos y los conejos han desequilibrado el medio vegetal original. Los numerosos visitantes extranjeros, entre ellos Charles Darwin, en 1832, mencionan la deforestación de los bosques para obtener madera de construcción y combustible.
La exposición a la arena transportada por el viento harmattan desde el Sahara ha causado una importante erosión en un medio debilitado, en particular en las vertientes expuestas al viento del este, los alisios. La vegetación solo subsiste en los valles interiores, que son también los únicos cultivables.
Los episodios de fuertes lluvias tropicales han contribuido a la erosión, provocando coladas de fango y sedimentos.
La debilidad e irregularidad de las precipitaciones ha provocado numerosas hambrunas. La media anual en Praia es de 240 mm. En invierno, el harmattan provoca una neblina de polvo que reduce la visibilidad y puede llegar a ocultar el sol, pero el resto del año la insolación es abundante. Las temperaturas están atemperadas por el océano y varían poco a lo largo del año, con medias entre 22.oC y 26.oC al nivel del mar, y más frescas en altitud.
Cabo Verde ha dado nombre a los huracanes de tipo Cabo Verde, que se forman en sus proximidades, y luego atraviesan el océano Atlántico para alcanzar las costas antillanas y americanas.

## Relieve

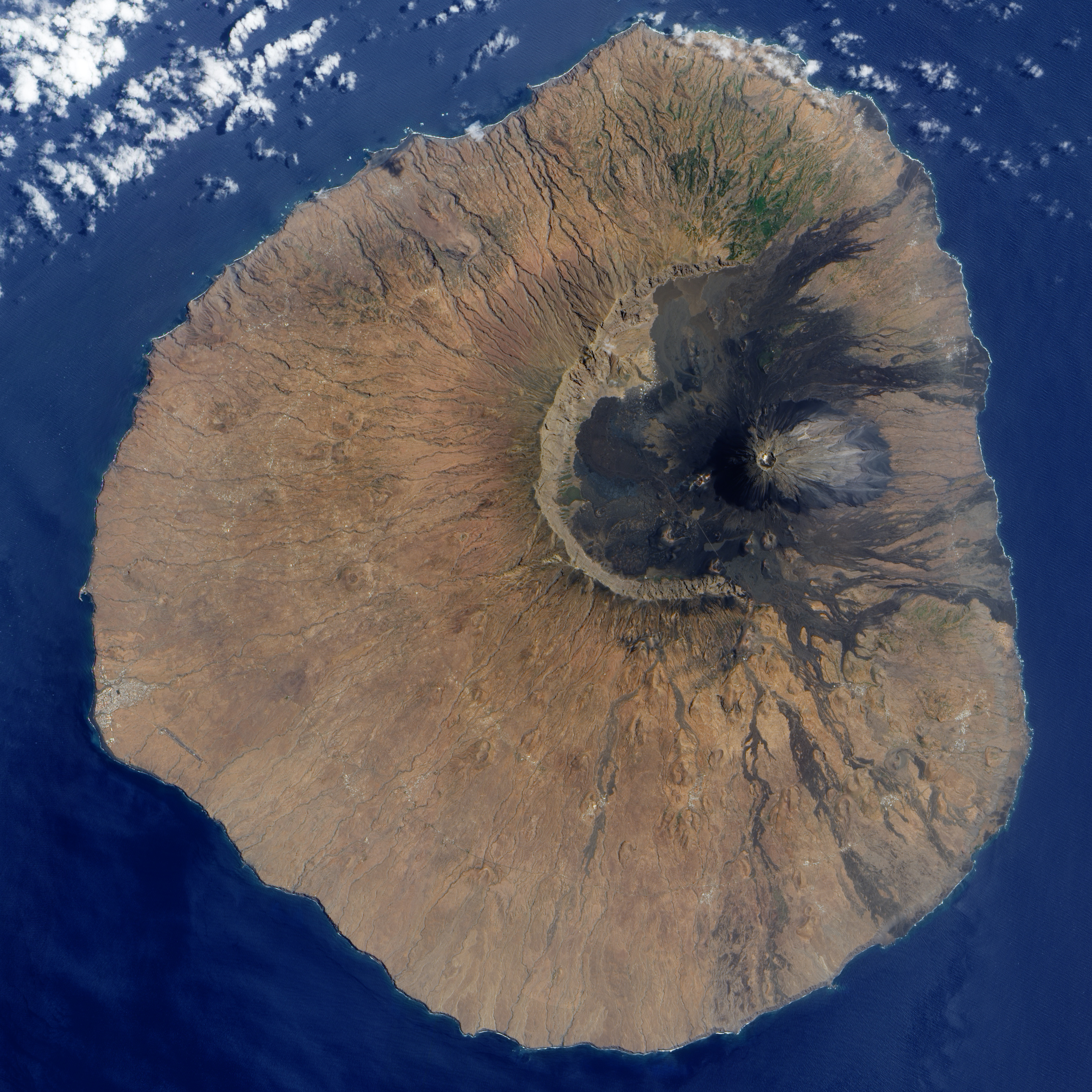
Isla de Fogo

El territorio de Cabo Verde varía desde las islas geológicamente más antiguas y llanas, al este, a las más montañosas y jóvenes al oeste. Las islas orientales de Boa Vista, Maio y Sal han sido duramente erosionadas por el viento y son muy llanas y arenosas. En el lado occidental, la isla volcánica de Fogo es la más joven y ha sufrido erupciones recientes, en 1951, 1995 y la última, a finales de 2014.
El conjunto del archipiélago es una cadena de islas volcánicas debidas al desplazamiento hacia el este de la placa africana. La isla de Fogo, casi circular, tiene unos 25 km de diámetro, y la caldera del volcán, no centrada en la isla sino situada hacia el nordeste, tiene unos 10 por 7 km, y está formada por un acantilado casi vertical en el interior, la bordeira, con una gran abertura hacia el este, por donde se ha escapado la lava. De hecho, Fogo es un estratovolcán situado sobre la placa africana debido a una anomalía térmica bajo el manto, lo que se llama un punto caliente. En esto, es similar al Teide, en las islas Canarias. En el interior de la caldera, llamada Chã das Caldeiras, se encuentra el pico de Fogo, de 2.829 m.
Casi una cuarta parte de los suelos están formados por rocas volcánicas, dominadas por el basalto. Tres quintas partes de la tierra (arenas y calizas) carecen de una capa fértil de humus, por lo que se requiere un gran esfuerzo para cultivarla. Apenas hay agua y la erosión cuando llueve ha motivado una gran campaña de reforestación.

## Vegetación
En Cabo Verde no hay bosques, pero hay numerosas plantas autóctonas endémicas. Domina la vegetación propia de la Macaronesia ((Azores, Madeira, Canarias y Cabo Verde), de cuyo conjunto es la región más seca y meridional, con importantes cambios realizados por el ser humano. Hace siglos, había bosques de dragos, tarajales y palmerales, higueras y numerosos matorrales en las islas de São Nicolau y Santo Antão) en Barlovento, y de Santiago, Fogo y Brava en Sotavento. Se ha conservado la vegetación costera, y restos de la vegetación original en São Nicolau, Santo Antão) y Fogo.
La flora endémica comprende 66 especies y 17 subespecies, lo que da lugar a 83 endemismos, entre ellas dos árboles, el marmolán (Sideroxylon marginata) y la palmera Phoenix atlantidis. Solo hay un género endémico de Cabo Verde, Tornabenea.
La agricultura es en su mayor parte de subsistencia, pero se realizan también cultivos industriales como caña de azúcar, plátanos , cocos,  mangos, yuca y papas, en las islas de São Tiago, São Vicente, São Nicolau, Fogo y Santo Antão. En Fogo se produce vino y café para la exportación. La caña de azúcar se usa para producir ron.
El huracán Fred devastó en 2015 parte de la agricultura, sobre todo al este de la isla de São Nicolau.
En Cabo Verde la agricultura contribuye en promedio entre el 8,2 y 12% del PIB, frente a un 12,3% para la industria y el 75,5% para los servicios. Antiguamente, se plantaba algodón.

## Clima

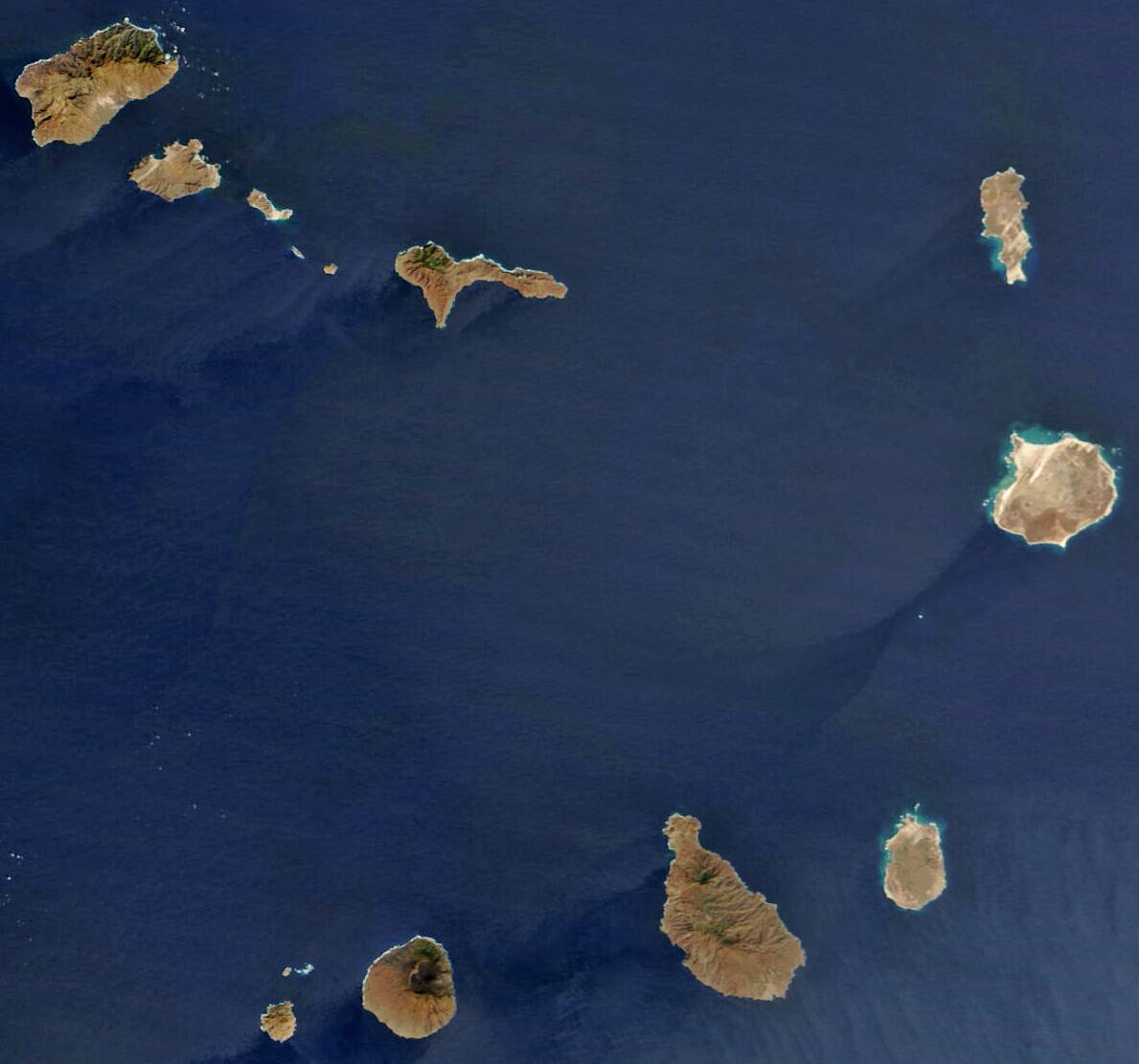
Vista satélite de Cabo Verde, donde se aprecian las islas más llanas, al este. Dentro de la aridez generalizada, las lluvias son más abundantes en las islas del sur, aunque el efecto relieve en las montañas más altas favorece la formación de neblinas todo el año. En general, solo llueve entre julio y octubre.

El clima de Cabo Verde es poco común, tropical árido, con temperaturas suaves debido a la corriente de las Islas Canarias, de aguas frías, y a los vientos alisios, que soplan desde el nordeste, especialmente entre noviembre y mayo, y que se refrescan al pasar sobre el mar, cuya temperatura oscila todo el año entre 23.oC en enero y 27.oC entre agosto y octubre.
Tanto en las islas de Barlovento como en las de Sotavento se producen lluvias fuertes aunque poco habituales entre agosto y octubre, el periodo más cálido del año, debido al desplazamiento hacia el norte de la Zona de Convergencia Intertropical. Las lluvias son muy irregulares, a veces no se presentan o se acumulan en pocos días, provocando inundaciones, también debido a la escasez de vegetación. En Mindelo, en la isla de São Vicente, en Barlovento, caen unos 100 mm al año, de los que la mitad caen en septiembre, y el resto repartidos en agosto y octubre. Las temperaturas oscilan entre los 19-23.oC de mínima y los 23-27.oC de máxima, siendo los meses más fríos y secos de diciembre a mayo, con el viento del nordeste, y los más cálidos de junio a noviembre. En Sotavento hace algo más de calor y llueve más por la influencia de vientos de sur. En Praia, en la isla de Santiago, caen unos 250 mm, con máximos de 100 mm en agosto y septiembre, algo en octubre y prácticamente nada en el resto de meses. Las temperaturas oscilan entre 19-20.oC de mínima y 29.oC de máxima en los meses húmedos.
Cuando el viento sopla del desierto, las temperaturas pueden subir a 35-37.oC entre mayo y octubre. Las montañas actúan de freno a los vientos y pueden provocar neblinas en las caras norte de las más altas en los meses secos, con lloviznas, permitiendo algo de vegetación. Los alisios empiezan a soplar en noviembre, pero a veces sopla el harmattan con nubes de polvo que dificultan la visibilidad. 

## Islas mayores
| Nombre      | Población (2009) | Superficie (km²) | Altura máx. (m s. n. m.) | Descubri- miento |
| ----------- | ---------------- | ---------------- | ------------------------ | ---------------- |
| Boavista    | 5.398            | 620,00           | 387                      |                  |
| Branco      | 0                | 3,00             | 126                      |                  |
| Brava       | 6.642            | 67,00            | 976                      | 1462             |
| Fogo        | 37.861           | 476,00           | 2.829                    | 1460             |
| Maio        | 7.506            | 265,00           | 436                      | 1460             |
| Raso        | 0                | 7,00             | 73                       |                  |
| Sal         | 17.631           | 216,00           | 406                      | 1460             |
| Santa Luzia | 0                | 35,00            | 395                      | 1462             |
| Santiago    | 266.161          | 991,00           | 1.394                    | 1460             |
| Santo Antão | 47.484           | 779,00           | 1.979                    | 1462             |
| São Nicolau | 13.310           | 388,00           | 1.340                    | 1462             |
| São Vicente | 74.136           | 227,00           | 725                      | 1462             |

## Islotes
- Ilhéu do Baluarte (Isleta del Baluarte)
- Ilhéu Laja Branca (Isleta Laja Branca)
- Ilhéu dos Pássaros (Isleta dos Pássaros)
- Ilhéu Rabo de Junco (Isleta Rabo de Junco)
- Ilhéu de Sal-Rei (Isleta de Sal-Rey)
- Ilhéu de Santa Maria (Isleta de Santa María)
- Ilhéus Secos (Islotes Secos)
  - Ilhéu de Cima (Isleta de Cima)
  - Ilhéu Grande (Isleta Grande)

## Áreas protegidas
En Cabo Verde hay 7 áreas protegidas que cubren unos 120 km², el 2,9 % de los 4.072 km² del país. Por otro lado, solo hay protegidos 5 km² de los 801.065 km² de superficie marina que engloban las islas. En el conjunto, hay 3 parques naturales con designación nacional y 4 sitios Ramsar con designación internacional.
- Parque natural de Monte Gordo, 9,52 km², en la isla de São Nicolau.
- Parque natural de Bordeira, Chã das Caldeiras e Pico Novo, 84,69 km². También conocido como Parque natural do Fogo, en el volcán del mismo nombre, en la isla de Fogo.
- Parque natural de la Serra da Malagueta, 7,74 km², en la isla de Santiago.

Los sitios Ramsar cubren zonas costeras:
- Curral Velho, isla de Boa Vista, 986 ha.
- Lagoa de Pedra Badejo, isla de Santiago, 666 ha.
- Salinas de Porto Inglés, isla de Maio, 535 ha.
- Lagoa de Rabil, isla de Boa Vista, 113 ha.

Además de estos sitios, existen numerosas áreas propuestas pero no denominadas como parques naturales, reservas naturales, monumentos naturales, reservas estrictas de la naturaleza (islotes), lugares turísticos de interés natural y áreas de observación de aves.